# Bohdíkov (stacja kolejowa)
Bohdíkov – stacja kolejowa w Bohdíkovie, w kraju ołomunieckim, w Czechach Znajduje się na wysokości 355 m n.p.m.
Na stacji istnieje możliwość zakupu biletów na wszystkiego rodzaju pociągi oraz rezerwacji miejsc. 

## Linie kolejowe
- 292 Šumperk - Krnov